# Fridel Hönisch

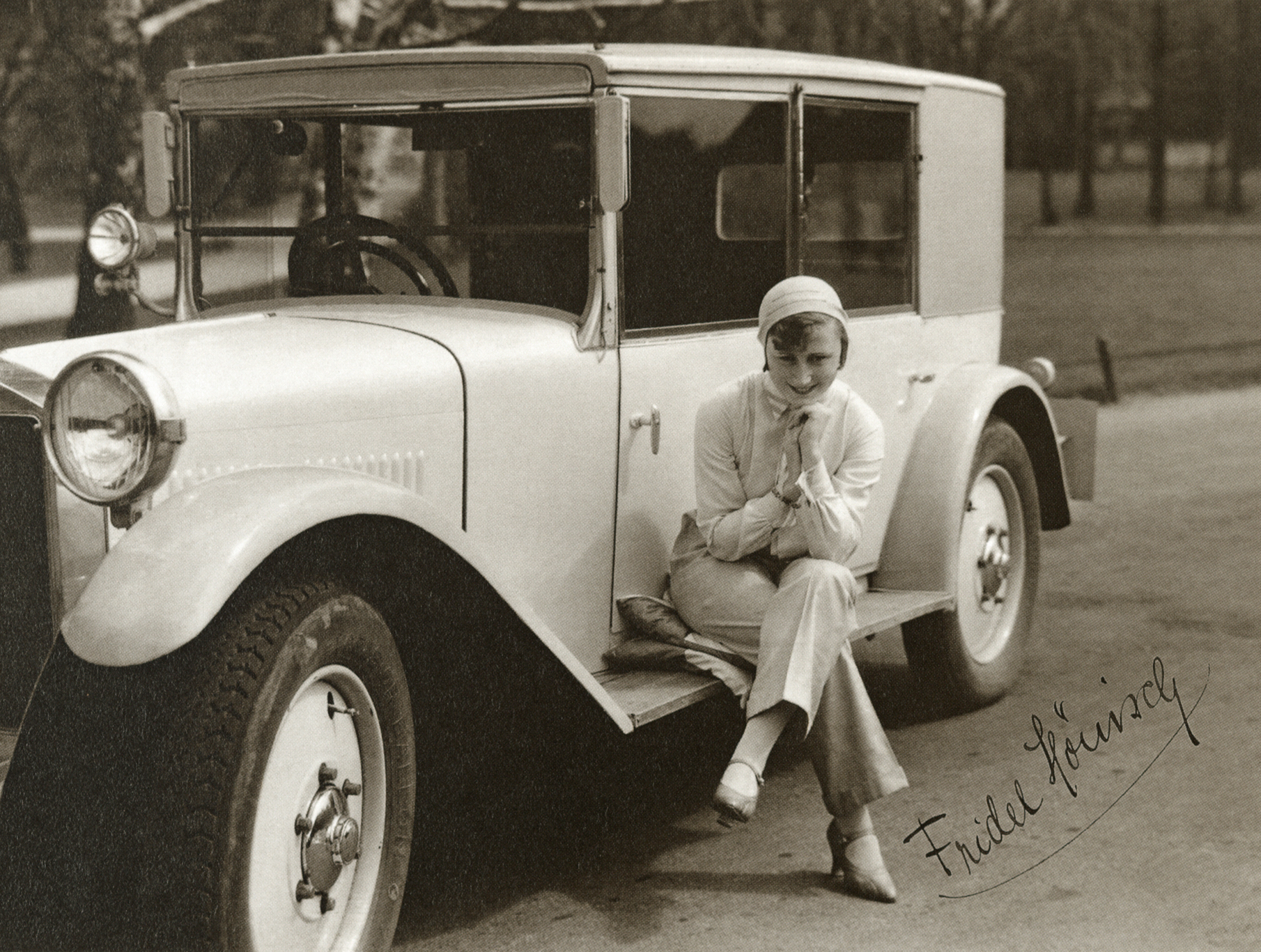
Fridel Hönisch, um 1930

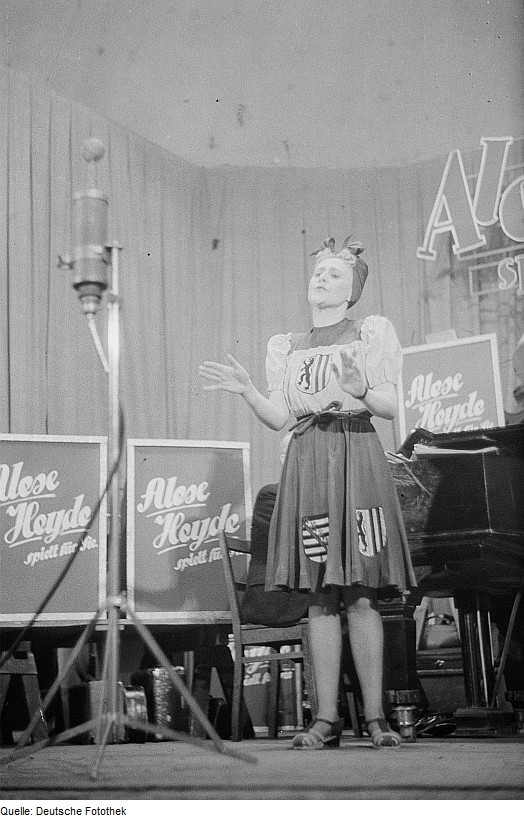
Hönisch im Programm Alex Heyde spielt für Sie, um 1949

Fridel Hönisch, manchmal auch Friedel Hönisch geschrieben (* 1. August 1909 in Leipzig; † 6. März 1999
ebenda), war eine deutsche Unterhaltungskünstlerin, Kabarettistin, Sängerin und eine frühe Automobilsportlerin.

## Leben und Wirken

### Leben und Wirken als Künstlerin
Fridel Hönisch wurde als einziges Kind des Antiquars und Buchhändlers Rudolf Hönisch (1878–1943) geboren. Sie besuchte in der Kindheit die private Dumas’sche Schule und später die I. Höhere Mädchenschule, die sie 1926 nach der zehnten Klasse verließ. Anschließend machte sie kurze Bekanntschaft mit der Schauspielerin Agnes Delsarto, die sie in das Lautenspiel einführte. Sie nahm weiter Musik- und Gesangsunterricht, unter anderem beim Opernsänger Oskar Lassner (* 1888) und bei der Musikpädagogin und Komponistin Lotte Dockhorn, die später Hönisch bei ihren Auftritten am Flügel und an der Laute begleitete. Neben der Laute konnte sie Gitarre spielen.
Am 15. Januar 1929 hatte Hönisch ihren ersten Auftritt mit einem ganzen Programm, dabei präsentierte sie Scherzlieder zur Laute. Zahlreiche weitere Unterhaltungsabende an verschiedenen Spielstätten in Leipzig folgten, beispielsweise im Städtischen Kaufhaus, im Krystallpalast oder im Künstlerhaus. Im Sommer 1930 wurde sie bei einem Schönheitswettbewerb im Luna-Park am Auensee zur Miss Leipzig gewählt.
Am 17. Februar 1935 hatte Hönisch in der Zeit des Dritten Reichs ihren letzten Auftritt in Leipzig. Ihr damaliger Verlobter Kurt Graf aus Halle (Saale) galt als sogenannter Halbjude, wegen des vermeintlichen Vorwurfs der Rassenschande wurde sie von der Gestapo verhaftet und verbrachte sogar einige Monate in Haft. 1937 lernte sie den Buchdrucker Willy Gröer aus Rabenstein bei Chemnitz kennen, den sie 1940 heiratete. Im selben Jahr war sie Teilnehmerin einer Tournee in Norwegen, um dort die Moral der deutschen Truppen zu stärken. In der Zeit des Zweiten Weltkriegs kümmerte sie sich in Rabenstein mit um das Unternehmen ihres Mannes. 1945 zog sie wieder nach Leipzig, ihr Ehemann folgte 1953, die beiden lebten bis zum Tod ihrer Mutter Martha 1969 in der elterlichen Wohnung.
Von Anfang 1946 bis 1947 trat sie im Literarischen Cabaret Leipzig auf (ab 1947 Die Rampe, 1950 aufgelöst), dem ersten Nachkriegskabarett Leipzigs. Dabei arbeitete sie mit Männern wie dem Autor und Dramaturgen Ferdinand May, dem Pianisten und Komponisten Joachim Werzlau (beide Gründer des Kabaretts), dem Schriftsteller Bruno Apitz, dem Unterhaltungskünstler Heinz Quermann (beide Autoren für das Kabarett) oder dem Schauspieler, Tänzer und Conférencier Egon Herwig zusammen. Noch 1946 nahm sie wieder Kontakt mit der Mundartdichterin Lene Voigt auf, die bereits in der Anfangszeit der Karriere Hönischs Gedichte für deren Auftritte schrieb. In der Folgezeit feierte Hönisch mit alten und einigen neuen Gedichten Voigts im Rahmen ihrer Sächsischen Miniaturen große Erfolge.
Ab Beginn der 1950er trat sie im Zirkus Aeros und späteren Haus der heiteren Muse auf, ab Mitte des Jahrzehnts im Steintor-Varieté in Halle. Weitere zahlreiche Auftritte erfolgten in den nächsten Jahrzehnten bis in die 1980er Jahre.
Der Nachlass Fridel Hönischs befindet sich im Stadtgeschichtlichen Museum Leipzig.

### Fridel Hönisch und der Motorsport
Ab spätestens 1929 begann sich Hönisch auch für den Automobilsport und die Automobiltechnik zu begeistern. Mit einem Austro-Daimler nahm sie noch im gleichen Jahr prämiert an Sportfahrten teil. Nach vorheriger Planung war sie 1932 bei mehreren großen Autosportfahrten des ADAC dabei, bei denen es darum ging, innerhalb einer bestimmten Zeit bestimmte deutsche Städte mit möglichst vielen zurückgelegten Kilometern unter bestimmten Kriterien abzufahren. Dabei befuhr sie auch den Nürburgring. Sie nutzte dort ein Modell von Steyr, welches sie zu ihrem 21. Geburtstag geschenkt bekam. Von 1933 bis 1935 nahm sie an der 13. bis 15. Rallye Monte Carlo teil. 1934 gewann sie die sogenannte Sternfahrt der Automobilisten anlässlich des 20. Deutschen Bundesschießens in Leipzig.

## Ehrung
Das Krystallpalast Varieté in Leipzig hat einen Salon nach Fridel Hönisch benannt.